# Fünffachmord in Kitzbühel
Der Fünffachmord in Kitzbühel ereignete sich am Morgen des 6. Oktober 2019, als Andreas E. bewaffnet das Haus der Eltern seiner Ex-Freundin Nadine H. in Kitzbühel stürmte und deren Eltern, ihren Bruder, ihren neuen Freund sowie seine Ex-Freundin selbst erschoss.
Die Tat sorgte über die Grenzen Österreichs hinaus für Entsetzen. Die Polizei vermutete Eifersucht als  Mordmotiv des Täters.

## Tathergang
Ende Juli 2019 soll sich die 19-jährige Nadine H. von Andreas E. getrennt haben. Zuvor waren sie fünf Jahre zusammen gewesen. Als er seine Ex-Freundin Nadine H. im Pub „Londoner“ in Kitzbühel zusammen mit ihrem neuen Freund, dem Eishockeytorwart Florian Janny, traf, kam es zur verbalen Eskalation zwischen Andreas E. und Nadine H. sowie Florian Janny. Nach dem Streit gingen sie sich wieder aus dem Weg. Doch noch in derselben Nacht fuhr Andreas E. mehrmals zu dem Elternhaus seiner Ex-Freundin und wollte mit ihr sprechen. Der Vater der Ex-Freundin hatte Andreas E. aber abgewiesen. 
Gegen 5:30 Uhr kam Andreas E. mit der Pistole seines Bruders und 50 Patronen wieder und feuerte los, als der Vater seiner Ex-Freundin erneut die Tür öffnete. Die Eltern sowie der Bruder seiner Ex-Freundin wurden sofort durch Andreas E. erschossen. Da seine Ex-Freundin Nadine H. und Florian Janny in einem anderen Zimmer des Hauses schliefen und die Tür verschlossen war, kletterte Andreas E. über den Balkon und verschaffte sich Zutritt zu dem Zimmer seiner Ex-Freundin, wo er sie und auch Florian Janny erschoss. Gegen 6:00 Uhr kam Andreas E. zur Kitzbüheler Polizeistation und legte dort ein Messer, einen Baseballschläger und eine Pistole hin und stellte sich den Beamten. Er gab an, dass er soeben fünf Menschen getötet habe.

## Gerichtsverfahren
Am 12. August 2020 verurteilte das Landesgericht Innsbruck Andreas E. zu lebenslanger Haft.